# کاسیا کووالسکا
کاسیا کووالسکا (به انگلیسی: Kasia Kowalska) (زاده ۱۳ ژوئن ۱۹۷۳) خواننده، بازیگر لهستانی است.
او نماینده لهستان در مسابقه آواز یوروویژن ۱۹۹۶ بود.